# John Påhlman
John Magnus Påhlman, född 26 mars 1860 i Oslo, död 24 december 1945 i Stockholm, var en svensk handelsskolman.
John Påhlman var son till Otto Magnus Påhlman. Han utbildade sig till kalligraf och arbetade därefter som skrivlärare tillsammans med brodern Otto. Tillsammans med honom grundade han 1881 Bröderna Påhlmans skrifinstitut och deltog i revisionen av den av fadern utarbetade skrivmetoden. Påhlman var 1883–1887 även tillförordnad skrivlärare vid Sjökrigsskolan i Stockholm. När brodern övertog institutets köpenhamnsfilial övertog John Påhlman ledningen för skolan i Stockholm. Från 1891 var han ensam innehavare av den, och ombildade den till Bröderna Påhlmans handelsinstitut. Till skillnad från andra större handelsskolor i Sverige som var tvååriga, var Påhlmans handelsskola endast ettårig. Han undervisade endast i svenska och handelsämnen, medan undervisning i främmande språk bedrevs som valfria kvällskurser. Under loppet av 1890-talet upprättade Påhlman flera nya avdelningar, bland annat för tull och spedition, för post-, järnvägs- och ångbåtsfrågor samt slutligen 1899 ett med alla moderna hjälpmedel utrustat mönsterkontor, där eleverna fick tjänstgöra i olika befattningar. År 1907 öppnade Påhlman en på liknande sätt planlagd bankkurs. Han omvandlade skolan till aktiebolag 1923 och var fram till sin död dess VD. Befattningen som rektor lämnade han 1922, då ledningen för skolan övergick till sonen Gösta Påhlman. Bröderna Påhlmans handelsinstitut var den första privata handelsskola, som 1919 tillerkändes statligt understöd. Tillsammans med brodern Otto Påhlman utgav han 1892 Skrifkonstens historia. Han erhöll många utmärkelser, bland annat Pro Patrias stora guldmedalj 1930. John Påhlman är begravd på Norra begravningsplatsen utanför Stockholm.